# Killer Game (film, 2021)
Pour les articles homonymes, voir Killer Game (homonyme).
Pour plus de détails, voir Fiche technique et Distribution.
Killer Game (There's Someone Inside Your House, littéralement « Il y a quelqu'un dans ta maison ») est un film canado-américain réalisé par Patrick Brice (en), sorti en 2021. Il s'agit de l'adaptation du roman homonyme de Stephanie Perkins (en) (2017).

## Synopsis
Un tueur en série masqué semble déterminé à révéler le secret le plus sombre de chaque victime…

## Fiche technique
Sauf indication contraire, les informations mentionnées dans cette section peuvent être confirmées par la base de données cinématographiques IMDb,  présente dans la section « Liens externes ».
- Titre original : There's Someone Inside Your House
- Titre français : Killer Game
- Réalisation : Patrick Brice (en)
- Scénario : Henry Gayden (en)
- Musique : Zach Dawes (en)
- Direction artistique : Eli Best et Craig Humphries
- Décors : William Arnold
- Costumes : Jori Woodman
- Photographie : Jeff Cutter
- Montage : Michel Aller
- Production : Michael Clear, Dan Cohen, Shawn Levy et James Wan
- Sociétés de production : Atomic Monster et 21 Laps
- Société de distribution : Netflix
- Pays de production :  États-Unis /  Canada
- Langue originale : anglais
- Format : couleur
- Genres : horreur, slasher, thriller
- Durée : 96 minutes
- Dates de sortie :
  - États-Unis : 23 septembre 2021 (avant-première au Fantastic Fest)
  - Monde : 6 octobre 2021

## Distribution
- Sydney Park : Makani Young
- Théodore Pellerin : Oliver « Ollie » Larsson
- Asjha Cooper : Alexandra Crisp
- Jesse LaTourette : Darby
- Diego Josef : Rodrigo Doran
- Dale Whibley : Zachariah Sandford
- Burkely Duffield : Caleb Greeley
- Sarah Dugdale : Katie Koons
- Markian Tarasiuk : Jackson Pace
- Zane Clifford : Macon Bewley
- William Edward : Randall Brice
- Emilija Baranac : Hailey Holcomb
- Ivy Matheson : Kayla
- Kayla Heller : Olivia Grace
- Andrew Dunbar : le député Chris Larsson
- Tedra Rogers : Abigail
- Tally Rodin : Jasmine
- Anthony Timpano : Witt
- Brittany Hobson : Briana
- William MacDonald : Skipper Sandford
- Jade Falcon : Stacy Pritchett
- David Lewis : M. Pace

## Production

### Genèse et développement
There's Someone Inside Your House est une adaptation du roman homonyme de Stephanie Perkins (en). En mars 2018, on annonce que le scénariste Henry Gayden (en) adapte ce livre, et que Netflix a pour partenaire Shawn Levy et James Wan qui seront producteurs avec leur société Atomic Monster et 21 Laps. Au moment de cette annonce, le film est décrit comme un mélange de films de genre dans la veine de la quintessence des films slasher tels que Vendredi 13 (Friday the 13th, 1980) et Scream (1996), ainsi que les films dramatiques coming-of-age, Breakfast Club de John Hughes (1985) et American Graffiti de George Lucas (1973),. Les autres producteurs du film sont Dan Cohen et Michael Clear.
En mars 2019, on annonce que le réalisateur serait Patrick Brice (en) à partir du scénario signé Henry Gayden,,.

### Distribution des rôles
En août 2019, Sydney Park, Théodore Pellerin, Asjha Cooper, Dale Whibley, Jesse LaTourette, Burkely Duffield, Diego Josef, Zane Clifford et Sarah Dugdale sont chacun engagés pour un rôle,,,.

### Tournage
Le tournage a lieu à Vancouver, en Colombie-Britannique, au Canada, entre le 22 août et le 12 octobre 2019,,

### Musique
La musique du film est composée par Zachary Dawes (en).

## Accueil

### Festival et sortie
Le film est sélectionné et présenté en avant-première au Fantastic Fest, le 23 septembre 2021,. Le film est attendu sur Netflix, en février 2021, mais reporté à une date non précisée,. En août 2021, Netflix annonce que le film sort le 6 octobre 2021,.

### Critique
L'agrégateur de critiques Rotten Tomatoes rapporte un taux d'approbation de 48 % avec une note moyenne de 5,5/10, basée sur 54 avis.